# Beuzeville
Beuzeville és un municipi francès situat al departament de l'Eure i a la regió de Normandia. L'any 2007 tenia 3.568 habitants.

## Demografia

### Població
El 2007 la població de fet de Beuzeville era de 3.568 persones. Hi havia 1.472 famílies, de les quals 476 eren unipersonals (188 homes vivint sols i 288 dones vivint soles), 496 parelles sense fills, 408 parelles amb fills i 92 famílies monoparentals amb fills.
La població ha evolucionat segons el següent gràfic:
Habitants censats

### Habitatges
El 2007 hi havia 1.855 habitatges, 1.508 eren l'habitatge principal de la família, 153 eren segones residències i 194 estaven desocupats. 1.426 eren cases i 420 eren apartaments. Dels 1.508 habitatges principals, 847 estaven ocupats pels seus propietaris, 627 estaven llogats i ocupats pels llogaters i 34 estaven cedits a títol gratuït; 32 tenien una cambra, 176 en tenien dues, 315 en tenien tres, 477 en tenien quatre i 508 en tenien cinc o més. 1.102 habitatges disposaven pel capbaix d'una plaça de pàrquing. A 713 habitatges hi havia un automòbil i a 540 n'hi havia dos o més.

### Piràmide de població
La piràmide de població per edats i sexe el 2009 era:
| Homes | Edats   | Dones |
| ----- | ------- | ----- |
| 0     | 95 o +  | 16    |
| 4     | 90 a 94 | 24    |
| 20    | 85 a 89 | 52    |
| 12    | 80 a 84 | 48    |
| 72    | 75 a 79 | 96    |
| 64    | 70 a 74 | 112   |
| 96    | 65 a 69 | 88    |
| 72    | 60 a 64 | 80    |
| 64    | 55 a 59 | 64    |
| 84    | 50 a 54 | 104   |
| 108   | 45 a 49 | 64    |
| 120   | 40 a 44 | 128   |
| 76    | 35 a 39 | 72    |
| 128   | 30 a 34 | 104   |
| 104   | 25 a 29 | 120   |
| 76    | 20 a 24 | 76    |
| 84    | 15 a 19 | 93    |
| 92    | 10 a 14 | 88    |
| 68    | 5 a 9   | 104   |
| 76    | 0 a 4   | 128   |

## Economia
El 2007 la població en edat de treballar era de 2.089 persones, 1.547 eren actives i 542 eren inactives. De les 1.547 persones actives 1.392 estaven ocupades (755 homes i 637 dones) i 155 estaven aturades (64 homes i 91 dones). De les 542 persones inactives 215 estaven jubilades, 129 estaven estudiant i 198 estaven classificades com a «altres inactius».

### Ingressos
El 2009 a Beuzeville hi havia 1.693 unitats fiscals que integraven 3.878 persones, la mediana anual d'ingressos fiscals per persona era de 16.715 €.

### Activitats econòmiques
Dels 233 establiments que hi havia el 2007, 3 eren d'empreses extractives, 9 d'empreses alimentàries, 13 d'empreses de fabricació d'altres productes industrials, 27 d'empreses de construcció, 68 d'empreses de comerç i reparació d'automòbils, 7 d'empreses de transport, 16 d'empreses d'hostatgeria i restauració, 1 d'una empresa d'informació i comunicació, 7 d'empreses financeres, 17 d'empreses immobiliàries, 23 d'empreses de serveis, 27 d'entitats de l'administració pública i 15 d'empreses classificades com a «altres activitats de serveis».
Dels 75 establiments de servei als particulars que hi havia el 2009, 1 era una oficina d'administració d'Hisenda pública, 1 gendarmeria, 1 oficina de correu, 3 oficines bancàries, 1 funerària, 10 tallers de reparació d'automòbils i de material agrícola, 1 taller d'inspecció tècnica de vehicles, 2 autoescoles, 5 paletes, 3 guixaires pintors, 4 fusteries, 5 lampisteries, 7 electricistes, 1 empresa de construcció, 6 perruqueries, 4 veterinaris, 10 restaurants, 8 agències immobiliàries, 1 tintoreria i 1 saló de bellesa.
Dels 30 establiments comercials que hi havia el 2009, 3 eren supermercats, 1 una gran superfície de material de bricolatge, 7 fleques, 4 carnisseries, 1 una botiga de congelats, 1 una peixateria, 3 botigues de roba, 1 una botiga de roba, 2 botigues d'electrodomèstics, 1 una botiga d'electrodomèstics, 1 una botiga de mobles, 1 un drogueria i 4 floristeries.
L'any 2000 a Beuzeville hi havia 85 explotacions agrícoles que ocupaven un total de 1.309 hectàrees.

## Equipaments sanitaris i escolars
El 2009 hi havia 2 farmàcies i 1 ambulància.
El 2009 hi havia 1 escola maternal i 1 escola elemental. Beuzeville disposava d'un col·legi d'educació secundària amb 468 alumnes.

## Poblacions més properes
El següent diagrama mostra les poblacions més properes.